# Stortorpsparken

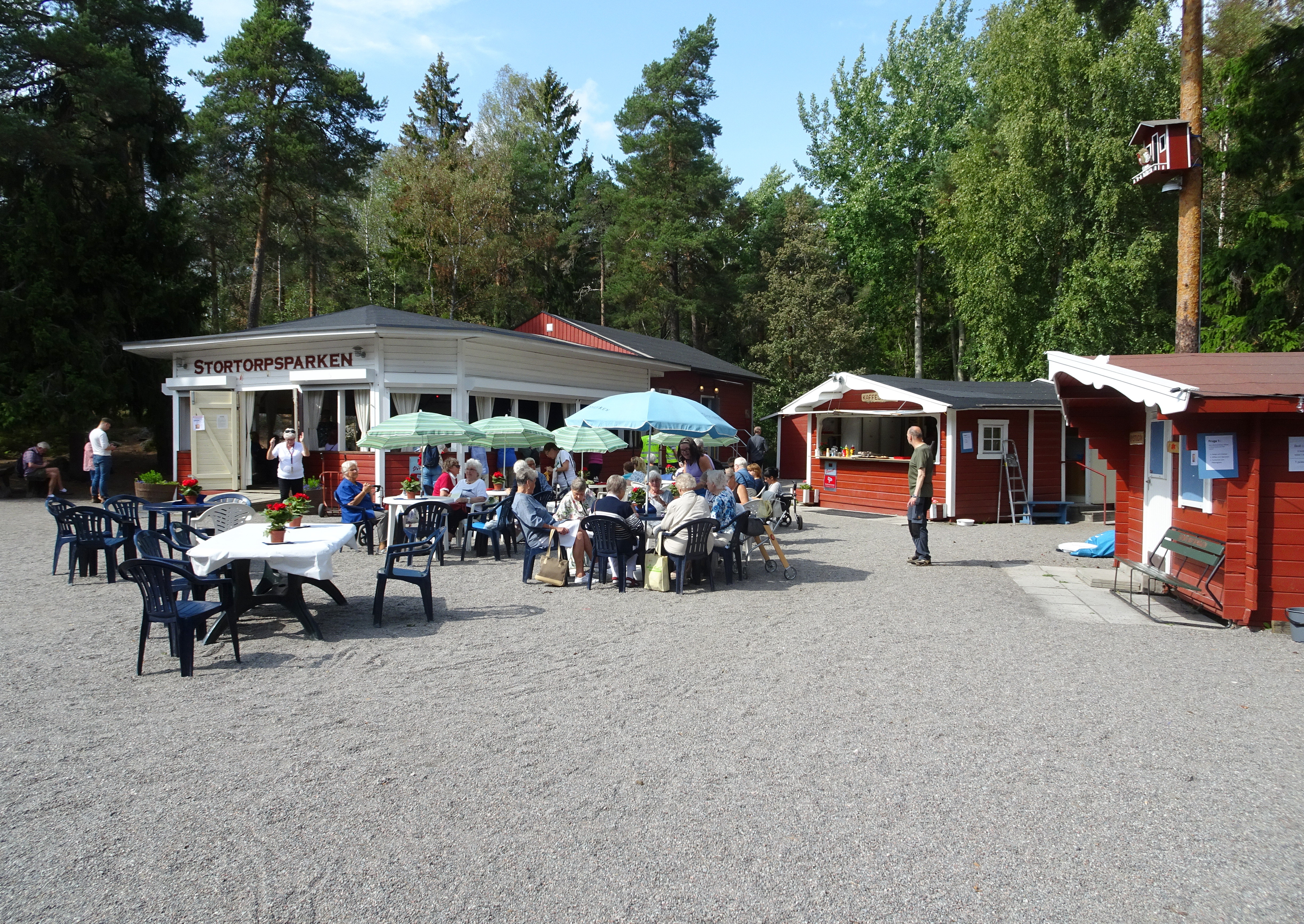
Stortorpsparken, festplatsen, 2018.

Stortorpsparken är en park med festplats i kommundelen Trångsund i Huddinge kommun, Stockholms län. Parken ligger centralt i Stortorp mellan Tjäderstigen och Bygdegårdsvägen.

## Beskrivning
Parten har sitt namn efter området Stortorp och omfattar 3,5 hektar mark. Gällande detaljplanen upprättades 1999 och vann laga kraft år 2002. Men redan 1992 invigdes här en fest- och fritidspark. På festplatsen finns stugor och bodar, en dansbana samt ett café. Här anordnas årligen midsommarfirande, julmarknad och valborgsmässofirande. Under sommarmånaderna arrangerar man även uppträdanden, konserter, allsång, dans och andra aktiviteter för besökare. Kring festplatsen finns ett kuperat skogsparti med promenadvägar, en belyst motionsslinga och en pulkabacke. Parken drivs av Bygdegårdsföreningen Stortorpsparken som är engagerad i den svenska allmogekulturen. Samarbetspartner är kommunens fritidsförvaltning.

## Bilder

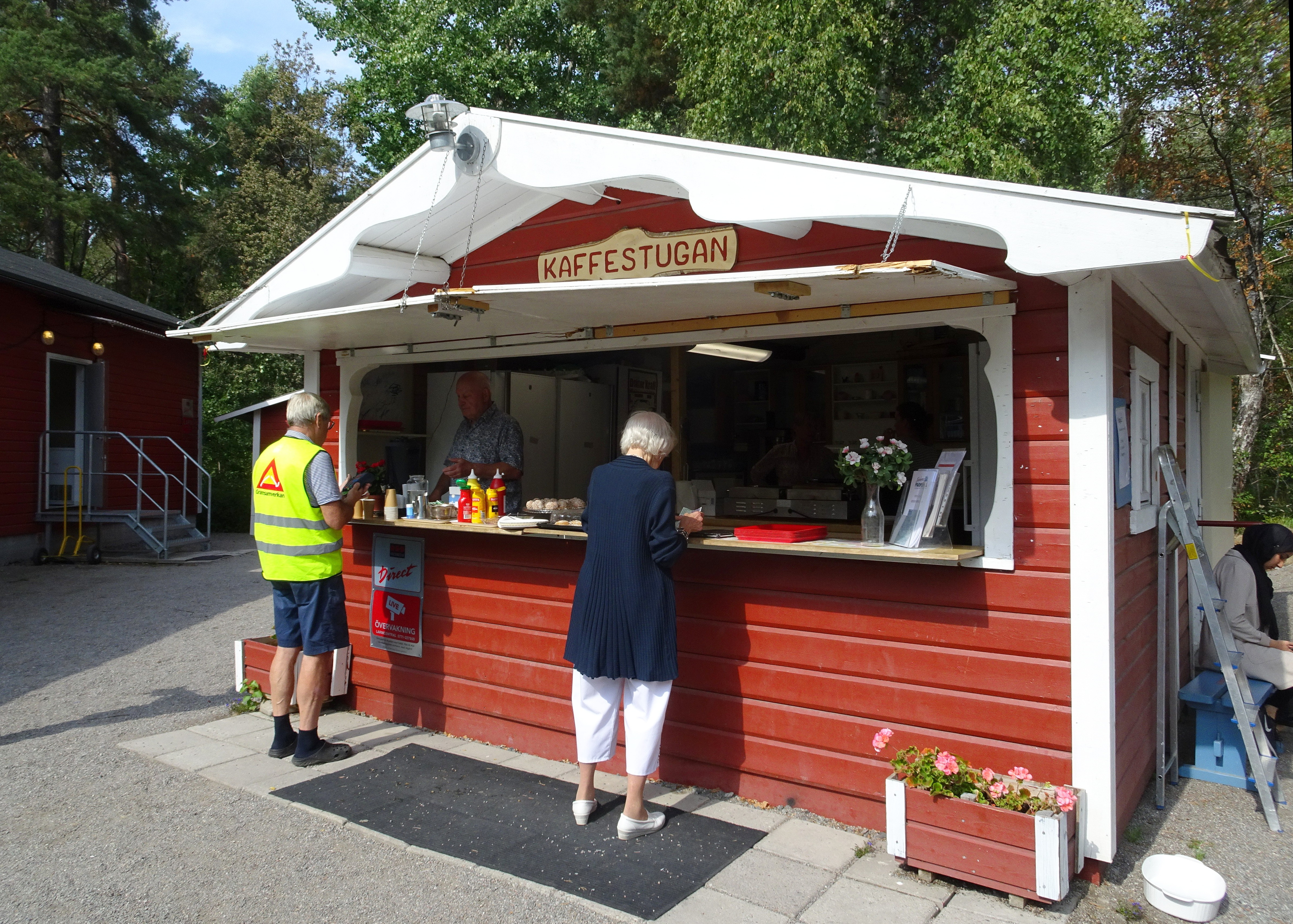
Kaffestugan
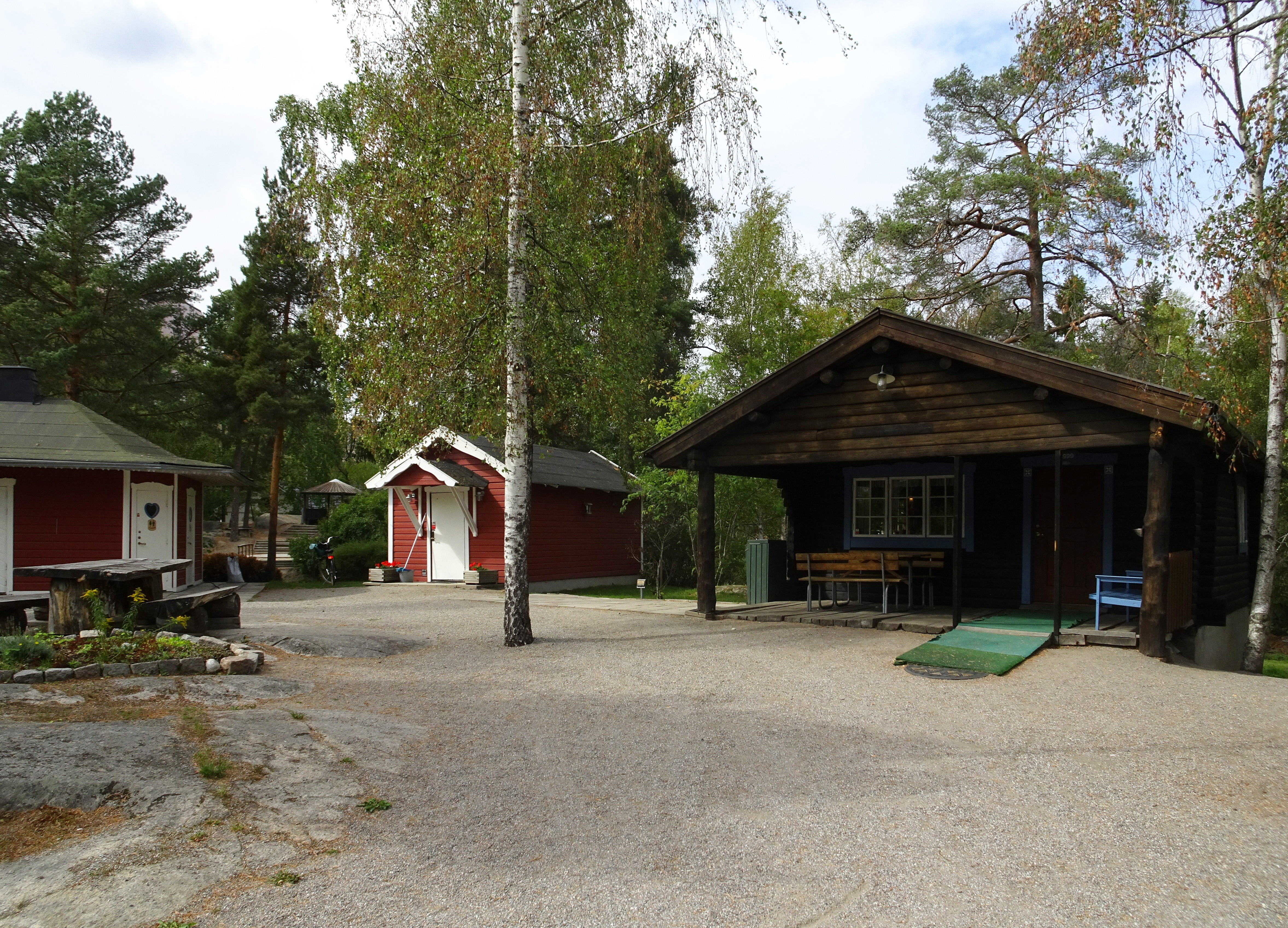
Bodar och timmerstugan
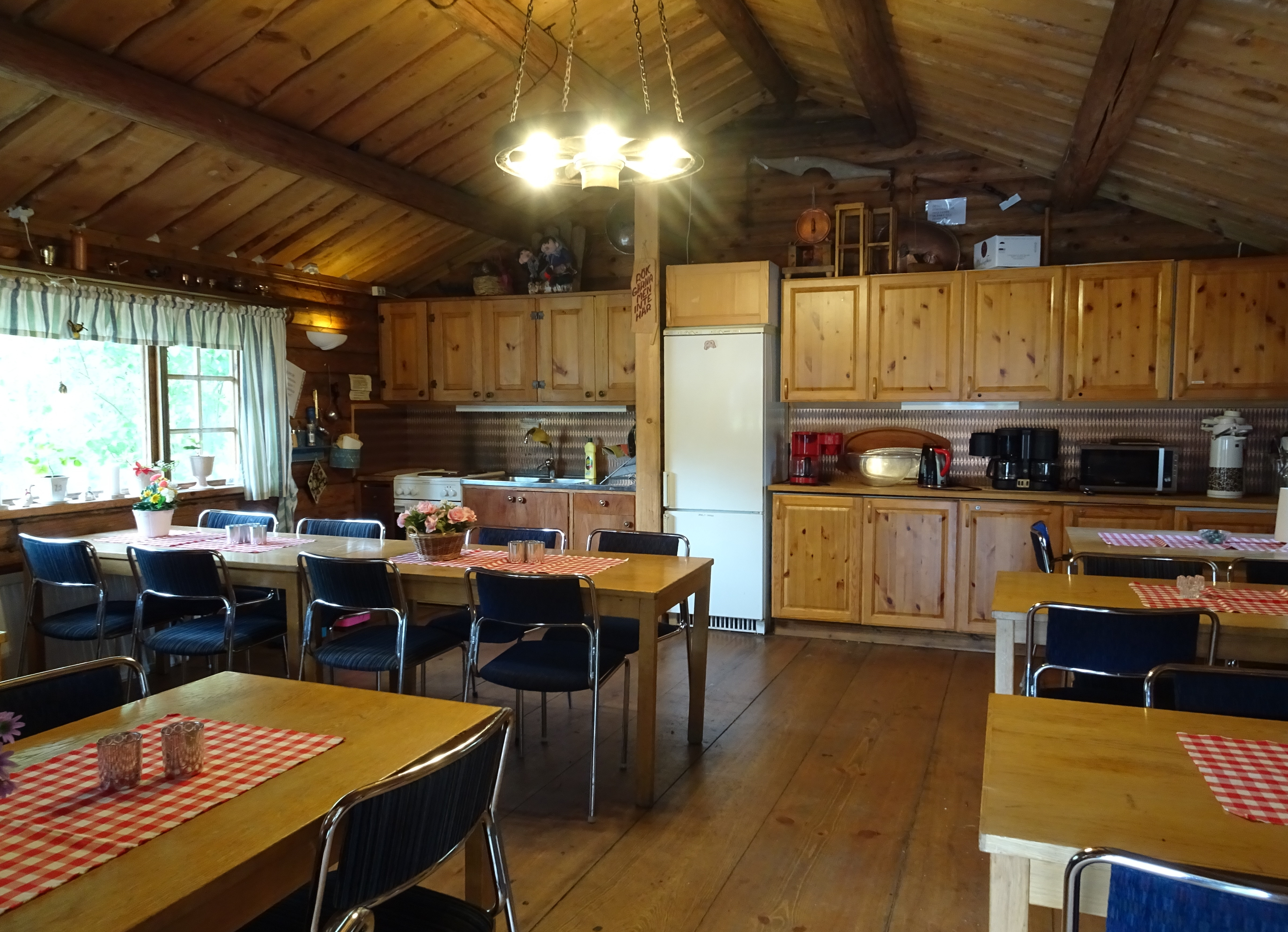
Timmerstugan, interiör
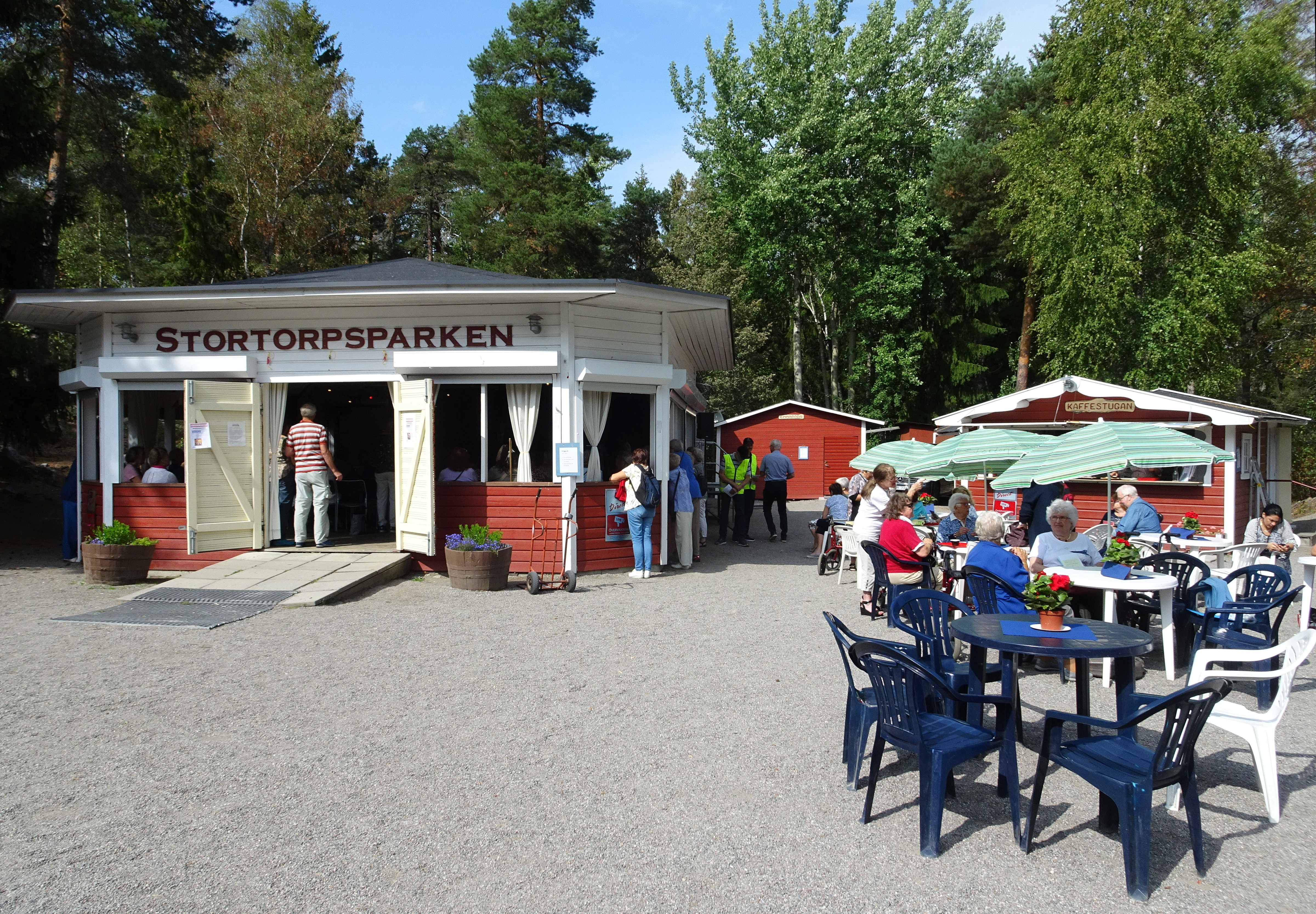
Dansbanan
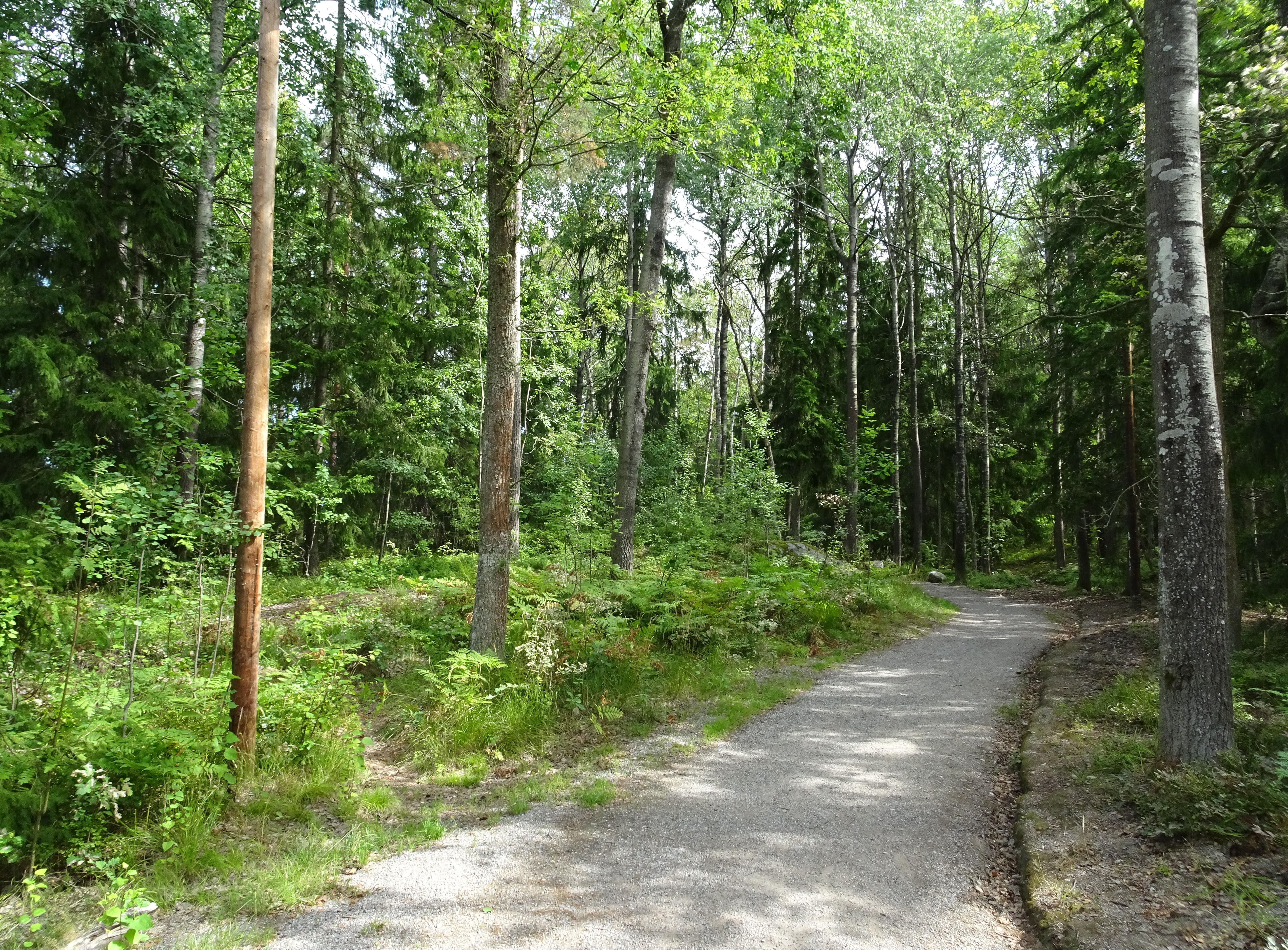
Motionsslingan